# Liste der Monuments historiques in Villy-le-Moutier
Die Liste der Monuments historiques in Villy-le-Moutier führt die Monuments historiques in der französischen Gemeinde Villy-le-Moutier auf.

## Liste der Immobilien
| Bezeichnung                     | Beschreibung           | Standort                  | Kennzeichnung | Schutzstatus | Datum | Bild           |
| ------------------------------- | ---------------------- | ------------------------- | ------------- | ------------ | ----- | -------------- |
| Kirche St-Révérien-et-St-Blaise | ab dem 11. Jahrhundert | Rue Saint-Révérien (Lage) | PA00112733    | Inscrit      | 1926  | weitere Bilder |

## Liste der Objekte
| Bezeichnung                                                               | Beschreibung                        | Standort                                      | Kennzeichnung | Schutzstatus | Datum | Bild |
| ------------------------------------------------------------------------- | ----------------------------------- | --------------------------------------------- | ------------- | ------------ | ----- | ---- |
| Grabstein für François Le Belin und Jeanne-Marie de Simonet de Saint-Glys | Kalkstein, bezeichnet 1704 und 1719 | in der Kirche St-Révérien-et-St-Blaise (Lage) | PM21002546    | Classé       | 1938  |      |